# Scrophularia pumilio
Scrophularia pumilio är en flenörtsväxtart som beskrevs av Lall. Scrophularia pumilio ingår i släktet flenörter, och familjen flenörtsväxter. Inga underarter finns listade i Catalogue of Life.